# Harurisme
Het harurisme (Arabisch: الحرورية) was een van de eerste sekten binnen het kharidjisme in de begintijd van de islam, tijdens het tijdperk van de vier rechtgeleide kaliefen.
De sekte, vernoemd naar de oprichter, Habieb ibn-Yazid al-Haroerri, was een stroming binnen het kharidjisme. Alhoewel de sekteleden aanvankelijk medestander waren van Ali, wezen zij later Ali af als kalief nadat hij had ingestemd met arbitrage met betrekking tot de kwestie van het leiderschap van de islamitische gemeenschap. Ali werd uiteindelijk vermoord door een haruriet, Abd-al-Rahman ibn Muljam. De harurietenbeweging zou daarna slechts een paar eeuwen hebben overleefd.

## Opvattingen
- Ze waren vóór het vrouwelijk imamaat (indien ze in staat was tot het uitvoeren van hiervoor vereiste taken).